# 吴益
吴益（1124年—1171年），字叔谦。开封府（今河南省开封）人，南宋外戚。宋高宗宪圣皇后吴氏的弟弟。

## 生平
建炎年间，以恩补官，官至干办御辇院。高宗和吴皇后喜欢书法，吴益和弟弟跟随学习。吴氏被册封皇后，加封吴益为成州团练使，加文州刺史。后历官至保康军节度使，加太尉、开府仪同三司。显仁太后死後，进吴益为少保。宋孝宗嗣位，进吴益为少傅，又进太师，封太宁郡王。乾道七年（1171年）吴益卒，谥庄简，追封卫王。
《翰墨大全》丁集卷四录有吴益《玉楼春》词1首，《全宋词》据以录入。宋代名吴益者尚多，外戚吴益是否即《玉楼春》之作者吴益，尚难断定。《宋史》将他与秦桧孙女婿吴益混淆，将秦桧孙女婿吴益的事迹也记入他的列传。

## 家族
弟弟吴盖官至少保，封新兴郡王。乾道二年（1166年）吴盖卒，赠太傅，追封郑王。
兒子吳珣、吳琚、吳琠、吳璐、吳璟、吳珙、吳琦。侄子吳環、吳玫、吳珪、吳璨。

## 延伸阅读
[在维基数据编辑]
 《宋史·卷465》，出自脱脱《宋史》